# Armando Basso
Armando Jorge Argentino Basso (nacido el 8 de octubre de 1934 en la Ciudad de Mar del Plata, Buenos Aires, Argentina) es un médico e investigador argentino, reconocido internacionalmente por su contribución en el campo de la neurocirugía y por introducir los métodos microneuroquirúrgicos en América del Sur en 1970.
Durante su carrera alcanzó numerosos cargos y distinciones, entre las que se destacan Jefe de Servicio del Hospital Santa Lucía de la Ciudad de Buenos Aires desde 1976 hasta 1992, Presidente de la Asociación Argentina de Neurocirugía en 1984, Jefe de Servicio del Hospital de Clínicas José de San Martín de la UBA desde 1992 hasta 2002, Profesor Titular de Neurocirugía de la UBA en 1992, Presidente de la World Federation of Neurosurgical Societies (WFNS) en 1994 y distinguido con la Orden de la Legión de Honor de la República Francesa en 1995.
En 2002 fue nombrado Profesor Emérito de Neurocirugía de la Universidad de Buenos Aires. En 2014 fue nombrado por la Legislatura de la Ciudad de Buenos Aires como Personalidad Destacada de la Ciencia. En 2011 atendió a Cristina Fernández de Kirchner, la entonces presidenta de la Nación Argentina, luego de que sufra un golpe en un acto en el Instituto Leloir. En 2015 recibió un Premio a la Trayectoria por la Société de Neurochirurgie de Langue Française (SNCLF).

## Reseña biográfica
De ascendencia europea, su madre María Luisa Roch-Pérez era descendiente de una familia proveniente de Cataluña, España; y su padre Armando Basso, nació en Rapallo, Italia.
Durante la presidencia de Hipólito Yrigoyen, su padre, Armando Basso, fue un activo dirigente radical nombrado interventor de la Provincia de Corrientes. Allí conoce a María Luisa Roch-Pérez, con quien contrae matrimonio en 1930; poco después ocurrió el golpe de Estado encabezado por el general José Félix Uriburu, quien derroca a Yrigoyen. Durante el nuevo gobierno, Armando Basso es encarcelado en Buenos Aires, permaneciendo detenido durante tres años. En 1934 nació Armando Jorge Argentino y la familia regresa a Corrientes. Su hermano Ricardo nació en 1939.
Inició sus estudios primarios en el Colegio de los Padres Salesianos de Don Bosco en Corrientes; luego la familia regresó a Buenos Aires donde completó su educación secundaria en el Colegio Nacional de Buenos Aires. Durante su adolescencia participó de la Asociación Juvenil Argentina, sociedad científica liderada por el historiador Félix Luna.
Con un particular interés en la física nuclear, inicialmente cursó la carrera de Física en la Universidad de Buenos Aires aunque luego de un año se inscribiría en la carrera de Medicina.

## Época de estudiante
Como estudiante, ingresó como ayudante de anatomía en la cátedra del Profesor Eugenio Galli; fue practicante (término con el que se designa al estudiante de medicina que realiza prácticas hospitalarias supervisadas) en el Hospital Nacional de Alienadas (hoy Hospital Braulio Aurelio Moyano), donde el propio Braulio Moyano fue su jefe.
Con el Dr. Julio Lyonnet aprendió sobre patologías tumorales con manifestación psiquiátrica y la amigdalohipocampectomía según la técnica de Paulo Niemeyer. También fue practicante de cirugía general del Hospital de San Isidro (Buenos Aires).
Finalizando sus estudios, fue ayudante de la Cátedra de Farmacología cargo del Prof. Camponovo y fue becado por American Cyanamid para llevar a cabo un programa de investigación en Farmacología, estudiando medicamentos analépticos/estimulantes en New Jersey, Estados Unidos. Allí, por las tardes trabajaba en la guardia del Centro Médico Beth Israel de Nueva York y tomó contacto con el servicio de neurocirugía, participando de cirugías y visitas de sala.

## Inicio y carrera en la neurocirugía
En 1960 comenzó a ayudar en sus cirugías, en el Sanatorio Anchorena, al Prof. Germán Hugo Dickmann (discípulo de Walter Dandy), titular de Neurocirugía de la Universidad de Buenos Aires y jefe del Instituto de Neurocirugía Costa Buero, quien lo nombra médico en la guardia del Dr. Héctor Reparaz. El Instituto contaba con 4 sectores a cargo de los Dres. Enrique Pardal, Carlos Pardal, Rogelio Driollet Laspiur y Lorenzo Amezúa; allí trabajó con Driollet Laspiur en neurocirugía funcional y con Amezúa en patología hipofisaria, con quien continuó en el Hospital Santa Lucía y en la práctica privada.
En 1965 viajó por primera vez a Francia para trabajar con Denise G. Albe-Fessard y Gerard Guiot en el Hospital Foch de París, con una beca que le otorgó el gobierno francés; como actividad complementaria realizó estimulaciones talámicas en monos y en humanos por lo que obtuvo el Diplome des Etudes Approfondies en Neurophysiologie. En 1968, a instancias de Guiot viajó a Zúrich al curso de microcirugía que dictó el científico y médico Gazi Yassargil. De regreso en Buenos Aires comenzó a utilizar el microscopio quirúrgico en la resección trasesfenoidal de los adenomas hipofisarios y fue el comienzo de una larga serie de viajes trabajando en el Instituto Costa Buero y en la Unite 41 de Neurophysiologie Chirurgical de l'Institut National de la Recherche Médicale (Hospital Foch).
En el Instituto Costa Buero desarrolló el Departamento de Neurofisiología Aplicada.
En 1976, tras el fallecimiento del Profesor Lorenzo Amezúa, asumió como Jefe de Neurocirugía del Hospital Santa Lucía, sitio donde se encontró una casi insólita casuística de tumores hipofisarios; en aquellos años ya se contaba con el radioinmunoensayo para determinar las diferentes hormonas y comenzaba a desarrollarse con fuerza la neuroendocrinología.
En 1991 creó el Instituto de Neurociencias en el Sanatorio Güemes y en 1992 ganó por concurso la Jefatura del Servicio de Neurocirugía del Hospital de Clínicas José de San Martín de la Universidad de Buenos Aires, donde la ejerció hasta 2002 cuando se retira de la actividad pública para continuar con la práctica privada.

## Títulos y cargos ocupados
- Doctor en Medicina. Tesis: “La anatomía patológica de los tumores de la hipófisis, su relación anatomoclínica". Director de Tesis: Prof. Dr. Germán H. Dickmann. (Calificación: Sobresaliente). (1968).
- Jefe Servicio Neurocirugía, Hospital Santa Lucía de la Ciudad de Buenos Aires. (1976).
- Jefe del Comité de Educación de la World Federation of Neurosurgical Societies (WFNS). (1981).
- Profesor Adjunto de Neurocirugía de la Universidad de Buenos Aires. (1984).
- Presidente de la Asociación Argentina de Neurocirugía. (1984).
- Presidente de la Federación Latinoamericana de Sociedades de Neurocirugía. (1986).
- Jefe de Servicio Neurocirugía, Hospital de Clínicas José de San Martín de la Universidad de Buenos Aires. (1992).
- Profesor Titular de Neurocirugía de la Universidad de Buenos Aires. (1992).
- Presidente de la World Federation of Neurosurgical Societies (WFNS). (1993).
- Profesor Emérito de la Universidad de Buenos Aires. (2002).

## Honores y distinciones
- Oficial de la Orden de la Legión de Honor de la República Francesa. (1995).
- Cruz de Unión de Cóndores de las Américas.
- Nombrado por la Legislatura de la Ciudad de Buenos Aires como Personalidad Destacada de la Ciencia. (2014).
- Premio a la Trayectoria de la Société de Neurochirurgie de Langue Française (SNCLF). (2015).
- Académico Honorario de la Real Academia de Medicina de Bélgica.
- Académico Honorario de la Academia Mexicana de Cirugía.
- Académico Honorario de la Academia Nacional de Medicina de Perú.
- Académico Honorario de la Academia Nacional de Medicina de Brasil.
- Académico Honorario de la Real Academia de Medicina y Cirugía de Andalucía Oriental.
- Reconocimiento como "Personalidad destacada de la Universidad de Buenos Aires" (2021),[10] durante los festejos por el Bicentenario de dicha universidad,[11] recibiendo también una medalla personalizada, una moneda acuñada por la Casa de la Moneda y un sello postal del Correo Argentino (especialmente elaborados para la ocasión).[12]